# Левітан Юхим Йосипович
Юхим Йосипович Левітан (1915 — 2007) — радянський архітектор. Заслужений архітектор Російської РФСР. Лауреат Сталінської премії другого ступеня (1951).

## Життєпис
Юхим Левітан народився 18 (31 грудня) 1915 року в Єлисаветграді (потім Зінов'євськ, Кіровоград, а нині — Кропивницький), куди його сім'я спішно переїхала з міста Сморгонь (нині — районний центр Гродненської області Республіки Білорусь). Батько — технолог шкіряного виробництва в 1918 році перевозить сім'ю ще далі від Першої світової війни — в найбільший центр шкіряної промисловості — село Богородське (нині — місто Богородськ — районний центр Нижегородської області). У Богородському та його околицях проходять дитинство, отроцтво і юність майбутнього архітектора. Тут він закінчив Середню школу № 1, а у віці неповних 15 років почав працювати креслярем на Шорно-сидельній фабриці (нині — ЗАТ «Богородський швейно-галантерейний комбінат»).
У 1934 році Юхим Левітан приїхав до старшої сестри Софії в Москву, яка працювала на будівництві будівлі Центросоюзу (архітектор Ле Корбюзьє). Софія радить молодшому братові стати архітектором. Тах Юхим Левітан в 1935 році вступає до Московського архітектурного інституту (МАРХІ), де серед його серед викладачів були Олександр Пастернак (брат відомого поета) і Пантелеймон Голосов.
Після закінчення інституту в 1941 році Левітан направляється на роботу будівельним майстром до міста Сталінськ (нині Новокузнецьк, Росія).
8 червня 1943 разом з будівельниками Сталінська Юхим Левітан прибув на відновлення Сталінграда. Працював виконробом в «Спецбудтресті 1», відновлюючи житлові будинки у «французьких» селищах Червоного Жовтня, керував німецькими військовополоненими, що будували фінські будиночки у Вишневій Балці та пологовий будинок у Північному містечку.
Згодом Юхим Левітан зробив значний внесок у відновлення Сталінграда і надання йому післявоєнного вигляду. У Волгограді і Волгоградській області налічується понад сто об'єктів (разом з пам'ятниками і меморіальними дошками), до створення яких має відношення Ю. Левітан. З них одинадцять з 1997 році визнані пам'ятками історії та культури Волгоградської області.
Зокрема, Левітаном виконаний проект планування Площі Полеглих борців зі сквером і пам'ятником на могилі Рубена Ібаррурі, В. Г. Каменщикова і Х. Фаттяхутдінова. Ним спроектовані будівля обласної партійної школи (згодом — Волгоградський державний медичний університет), за проект якого він у 1951 році разом з архітектором Василем Симбірцевим був удостоєний Сталінської (Державної) премії 2-го ступеня. Став членом Спілки архітекторів СРСР у 1946 році.
Багато років Юхим Левітан керував однією з провідних майстерень (№ 2) проектного інституту «Волгоградцивільнпроект», організовував і брав активну участь в проектуванні і забудові південних районів міста: Красноармійського, Кіровського та Радянського.
Юхим Левітан помер 21 вересня 2007 року. Похований на Центральному (Димитріївському) кладовищі Волгограда. Автор пам'ятника на могилі (куди була перепоховали дружина Ю. Левітана Ніна Михайлівна) його учень — В. А. Ілишев.

## Проекти
Реставратор Сергій Сена розділяє творчість Левітана на три періоди. Перший — «догенплановський», з 1943 по 1949 роки, коли архітектор займався відновленням тих будівель, які вціліли під час Сталінградської битви (особняк Братів Рисіних — Будинок архітектора, колишнє училище імені Кулібіна — кінотеатр «Перемога», житлові будинки в селищах Велика і Мала Франція).
Другий — період центральних парадних ансамблів: вулиця Миру, площа Полеглих Борців, Головпоштамт, Алея Героїв.
Третій період — 1960-х років: Палац піонерів, Будинок політосвіти, ансамбль Передмостової площі (арх. Г. І. Кривкіна), житлові квартали і мікрорайони Красноармійського району. Вийшовши на пенсію в 1992 році Юхим Левітан продовжував працювати, займаючись рядом об'єктів, серед яких виділяється кардіоцентр, побудований наприкінці 1990-х років.

Перший період
- Кінотеатр «Перемога» — перший проект Юхима Левітана[2]. У дореволюційному Царицині було відомим як училище імені Кулібіна, було перебудовано і перевлаштувати за проектом Левітана[3].
- Будинок архітекторів — відреставрована царицинська будівля — особняк братів Рисіних.
- житлові будинки в селищах заводу «Червоний Жовтень» Велика і Мала Франція

Другий період.
- Меморіальний сквер на площі Полеглих борців
- пам'ятник на могилі Рубена Ібаррурі, В. Г. Каменщикова і Х. Фаттяхутдінова
- будівля Волгоградського державного медичного університету
- Головпоштамт
- комплекс житлових будинків на Алеї Героїв
- комплекс житлових будинків на вулиці Миру
- училище мистецтв
- ресторан «Маяк»

Третій період
- палац піонерів
- Центральний універмаг (вмонтування з боку пл. Полеглих Борцов)
- Будинок політичної освіти
- Комплекс з навчання дітей плаванню (у місцевих жителів відомий як «морятнік»[7] у заплаві річки Цариці. Не був добудований і знаходиться в занедбаному стані[8].

## Нагороди і премії
- орден «Знак Пошани»[1]
- Медаль «За доблесну працю у Велику Вітчизняну війну»
- Золота медаль ВДНГ
- заслужений архітектор РРФСР
- Сталінська премія другого ступеня (1951) — «за архітектуру будівлі обласної партійної школи в Сталінграді» (нині медичний університет), разом з Василем Симбірцева[9] (замінена на Державну)
- медаль Спілки архітекторів РФ «За високу мистецьку майстерність»
- Почесний громадянин міста-героя Волгограда (1999) — «за особливі заслуги по створенню архітектурного вигляду міста»[5]